# Peperomia cusilluyocana
Peperomia cusilluyocana är en pepparväxtart som beskrevs av William Trelease. Peperomia cusilluyocana ingår i släktet peperomior, och familjen pepparväxter. Inga underarter finns listade i Catalogue of Life.